# Madame Yoko (drag queen)
 (mars 2024).
Madame Yoko, de son vrai nom Ian Lejeune, né en 1990 à Cần Thơ (Vietnam), est une drag queen de nationalité belge, fondatrice et propriétaire du Cabaret Madame (Barnum) à Redange-sur-Attert (Luxembourg).

## Biographie

### Jeunesse et études
Né à Can-Tho, Ian Lejeune est adopté à l'âge de trois ans par des parents belges. Il grandit à Radelange, près de Martelange, proche de la frontière luxembourgeoise. Son père, Jean-Pol Lejeune est professeur d'anglais à l'Athénée Royale d'Athus. Sa mère, Marie-Paule Huberty est enseignante dans l'enseignement primaire à Martelange. Enfant unique, Ian Lejeune grandit dans une famille sensible à l'art et à la littérature. Son père est journaliste indépendant pour le journal La Meuse et également collectionneur de bandes dessinées. Ceci amènera Ian à choisir son nom de scène Yoko, basé sur la bande dessinée Yoko Tsuno, dont son pére lui lisait des extraits étant jeune enfant. Il est également le cousin de l'écrivain Patrick McGuinness, qui parle de son père et de Ian dans son ouvrage "Vide-grenier".
Après la fin de ses études secondaires à l'Athénée Royale d'Arlon, alors qu'il aurait aimé se lancer dans des études de scénographie, ses parents le poussent à poursuivre plutôt des études d'architecte d'intérieur, d'abord à l'ESA Saint-Luc à Liège et ensuite à Bruxelles. Il obtient son master avec spécialisation dans la conservation du patrimoine bâti en 2015.
C'est en août 2015 qu'il découvre l'univers du drag pour la première fois, lorsqu'il accompagne son ami de longue date, le réalisateur Quentin Van Roye à un spectacle drag à la Boule Rouge à Bruxelles.

### Carrière
Madame Yoko est née le 16 avril 2016, date à laquelle Ian Lejeune se produit une première fois sur la scène de la Boule Rouge à Bruxelles, sur invitation de sa Drag Mother, Catherine d'Oex. A cette occasion, il portait encore le nom de Lady Sushi, nom qu'il changeat plus tard pour Madame Yoko. Pendant deux ans, il se produit régulièrement sur la scène de la Boule Rouge, tout en faisant des aller-retours réguliers entre Bruxelles et le Luxembourg, où il travaille,.
Durant cette période, Madame Yoko apparaît aux côtés de Leona Winter, LaDiva Live, Catherine d'Oex et Lara Fullcamp.
Le 2 décembre 2018, elle participe au premier concours Drag au Luxembourg "Drag against AIDS"  et remporte la couronne. C'est à cette occasion qu'elle rencontre pour la première fois sa future Drag daughter, Medusa Venom, contre qui elle remporte le concours lip-sync. A l'issu de cette aventure, elle devient la porte-parole de la "HIV-Berodung" de la Croix-Rouge luxembourgeoise dans le cadre du projet de prévention contre le SIDA "Sidaction".
En septembre 2023, Madame Yoko participe au tournage de la deuxième saison de Drag Race Belgique (diffusée en 2024), où elle termine à la huitième place,,.

#### Brasserie Barnum - Cabaret Madame
En 2019, après avoir travaillé un temps en tant que manager dans une entreprise de peinture et comme vendeur dans une entreprise de décoration d'intérieur au Luxembourg, Ian Lejeune ouvre son propre restaurant avec cabaret au Luxembourg, le Cabaret Madame, avec son compagnon Alex Goedert.